# James Adams (caçador)
James Capen "Grizzly" Adams (Medway, 20 de outubro de 1807 ou 12 de outubro de 1812 - 25 de outubro de 1860) foi um caçador estadunidense que se tornou notório por sua relação com os ursos pardos.
Nascido em Medway, Massachusetts, Adams passou muitos anos nas serras do oeste dos Estados Unidos (principalmente na Califórnia), à procura de animais e, por vezes, capturá-los para zoológicos. Ele foi para as montanhas depois ter passado por uma série de decepções, e de ter deixado sua esposa e filhos para trás. O famoso companheiro Adams era um urso chamado "Ben" (abreviação de Benjamin Franklin), que morreu em um zoológico que Adams abriu em San Francisco no final dos anos 1850.